# عملیات نوردویند
عملیات نوردویند (آلمانی: Unternehmen Nordwind) آخرین حملهٔ اساسی آلمان در جبههٔ غربی در جنگ جهانی دوم بود. این عملیات در ۳۱ دسامبر ۱۹۴۴ در راینلاند-فالتس واقع در آلزاس و لورن در جنوب‌غربی آلمان و شمال‌شرقی فرانسه آغاز شد و در ۲۵ ژانویه ۱۹۴۵ به پایان رسید.